# Je veux être femme
Pour plus de détails, voir Fiche technique et Distribution.
Je veux être femme (Cambio de sexo) est un film espagnol réalisé par Vicente Aranda, sorti en 1977 et inspiré d'un fait divers authentique survenu en 1972.

## Synopsis
Dans sa famille ou à l’école, José Maria, un adolescent de dix-sept ans, sensible et intelligent, ne trouve pas sa place et se voit rejeté et montré du doigt pour son manque de virilité. Il prend peu à peu conscience de son désir de devenir une femme.

## Fiche technique
- Titre original : Cambio de sexo
- Titre français : Je veux être femme
- Réalisation : Vicente Aranda
- Scénario : Vicente Aranda, Joaquim Jordà
- Photographie : José Luis Alcaine
- Pays de production :  Espagne
- Genre : drame
- Durée : 108 minutes
- Dates de sortie :
  - Espagne : 13 mai 1977
  - France : 23 novembre 2022

## Distribution
- Victoria Abril : José María/María José
- Lou Castel : Durán
- Bibi Andersen : Bibi Andersen
- Rafaela Aparicio : madame Pilar
- Fernando Sancho : le père de José María
- Montserrat Carulla : la mère de José María
- María Elías : Lolita, sœur de José María
- Rosa Morata : Fanny

## Autour du film
C’est en 1972 que Vicente Aranda se lance avec Joaquim Jordà dans l’écriture de cette fiction inspirée d’un fait réel ayant eu lieu la même année et qui relate la mort d’une femme transgenre pendant son opération de changement de sexe. Ils décident de présenter devant la censure l’histoire d’un homme qui veut devenir une femme. Mais Franco est toujours en vie et rien n’y fait : malgré plusieurs changements dans son scénario et passages devant le comité de censure, il est rejeté.
En 1976, Vicente Aranda peut enfin commencer le tournage de Cambio de sexo. Pour le premier rôle, le cinéaste cherche une jeune actrice androgyne d’une beauté particulière, peu féminine. Il pense à certaines actrices de l’époque (comme Ángela Molina) mais c’est Victoria Abril — qu’il avait vue dans un téléfilm — qu’il décide d’auditionner. Captivé par son insolence et son naturel, Vicente Aranda décide de travailler avec elle.
Jusqu’à présent, le changement de sexe est tabou dans le pays, mais avec la transition démocratique, il commence à être abordé. En 1971, Jaime de Armiñán l’évoque dans son film Mi querida señorita, mais Cambio de sexo est le premier film espagnol à traiter explicitement et ouvertement du sujet.
« On imagine souvent une Victoria Abril découverte par Almodóvar, mais le cinéaste qui a tout compris d’elle, lui offrant des rôles puissants et variés, reste indéniablement Vicente Aranda. Et à 18 ans, pour ce premier grand rôle, elle s’y révèle d’une sensibilité à fleur de peau et d’une force fragile sans pareille. Aranda traite avec une grande avance sur son époque d’un sujet tabou, la transition, et il le fait évidemment avec toute la pertinence anarchiste qu’on lui connaît, sans pour autant abandonner le point de vue de son héroïne. »